# 錢普 (密蘇里州奧德雷恩縣)
錢普（英語：Champ）是位於美國密蘇里州奧德雷恩縣的非建制地區。

## 歷史
錢普的郵局於1894年設立，其後於1901年停運。

## 地理
錢普所處的海拔為高於海平面248米（即814英呎），而該地所採用的時區為UTC-6，即北美中部時區（CST）。同時該地設有夏令時間，為UTC-6調快一小時，即UTC-5（CDT）。